# Parathyma teldeniya
Parathyma teldeniya är en fjärilsart som beskrevs av Hans Fruhstorfer 1913. Parathyma teldeniya ingår i släktet Parathyma och familjen praktfjärilar. Inga underarter finns listade i Catalogue of Life.